# مسجد سلمان فارسی
مسجد سلمان فارسی مسجدی است که در روستای سلمان پاک در منطقه مدائن واقع شده‌است، تقریباً در ۳۲ کیلومتری (۲۰ مایلی) جنوب شرقی بغداد، عراق. این مکان یکی از اماکن مقدس عراق است. این حرم از لحاظ تاریخی یک مسجد اهل سنت بوده است. اما در سال‌های اخیر به مسلمانان شیعه واگذار شده‌است. این مسجد به نام سلمان فارسی، صحابه‌ی پیامبر اسلام نامگذاری شده‌است و مقبره او را در خود جای داده‌است.

## نگارخانه

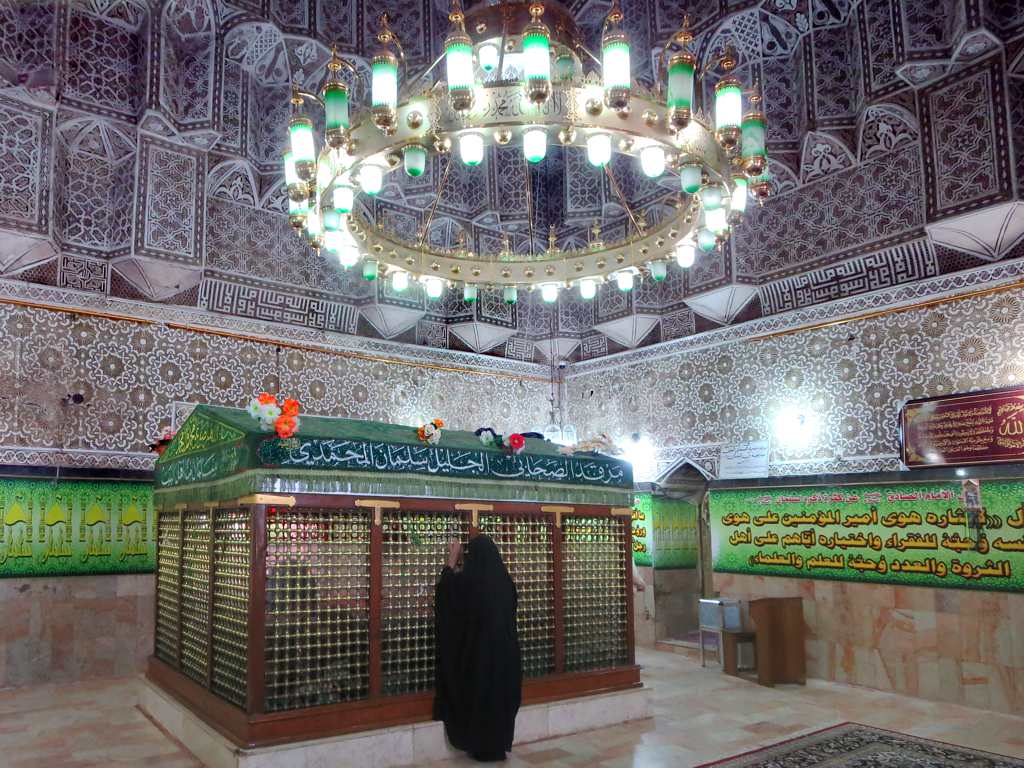
ضریح سلمان فارسی
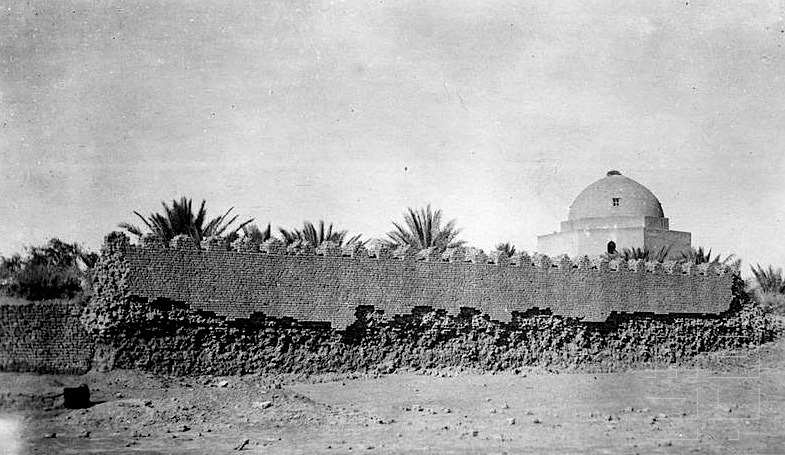
در سال ۱۹۱۷ میلادی